# Clytie micra
Clytie micra is een vlinder uit de familie spinneruilen (Erebidae). De wetenschappelijke naam is voor het eerst geldig gepubliceerd in 1973 door Wiltshire.
De soort komt voor in tropisch Afrika.